# Murofobia

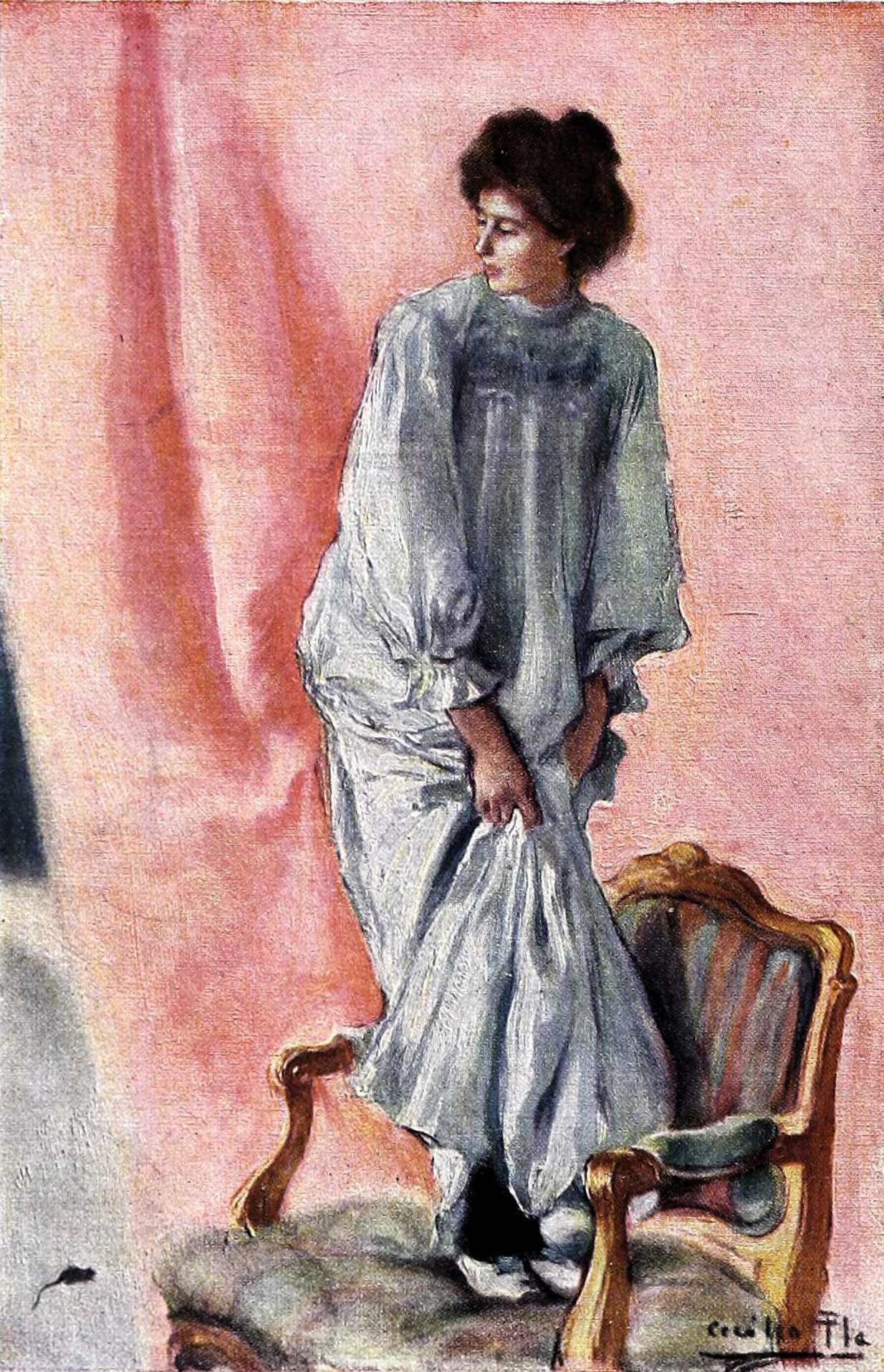
A obra Terrores femininos de Cecilio Pla ilustra uma mulher com medo de um rato.

Musofobia (do latim mus, camundongo, e phobos, medo) é a fobia ou medo patológico de ratos e camundongos. O segundo nome é de origem latina (mus significando camundongo). Em outras línguas é também chamado de "murofobia", de Muridae, nome científico da família dos ratos, ou "surifobia", de origem francesa, de souris, que significa camundongo em francês.
A pessoa que sofre de medo ou aversão patológica ou irracional a ratos e camundongos é chamada musofóbica.